# Brasiliens flagga
Brasiliens flagga är grön med en gul romb och en blå cirkel med vita stjärnor och en bandslinga med landets valspråk Ordem e Progresso (port. "Ordning och framsteg"). Flaggan i sin nuvarande huvudsakliga utformning antogs den 19 november 1889 och har proportionerna 7:10.

## Symbolik

Brasilianska flaggans vikning.

Den gröna färgen användes redan under kejsartiden som en symbol för huset Bragança som Peter I av Brasilien tillhörde. Hans hustru Leopoldina tillhörde familjen Habsburg som hade den gula färgen som symbol. I den moderna tolkningen står gult för landets mineralfyndigheter, och den gröna färgen representerar regnskogen.
Natthimlen mitt i romben visar hur stjärnhimlen såg ut från Rio de Janeiros horisont den dag republiken instiftades 1889. Antalet stjärnor är lika många som antalet delstater i förbundsstaten Brasilien. Varje stjärna representerar en viss delstat eller ett visst administrativt område, och därför har antalet stjärnor ändrats ett flertal gånger, senast 1992 då de blev 27 till antalet. Stjärnorna är olika stora, men storleken är inte tänkt att symbolisera delstatens eller områdets betydelse.
Brasiliens valspråk Ordem e Progresso som finns på bandslingan tvärs över natthimlen kommer från positivismen som fick stort inflytande i Brasilien under slutet av 1800-talet med sin framstegstro, teknisk utveckling, rationalitet med mera. 

## Färger
|              | Grön        | Gul        | Blå         | Vit         |
| ------------ | ----------- | ---------- | ----------- | ----------- |
| RGB          | 0/146/62    | 248/193/0  | 40/22/111   | 255/255/255 |
| Hexadecimalt | 00923E      | F8C100     | 28166F      | FFFFFF      |
| CMYK         | 100/0/100/0 | 0/10/100/0 | 100/70/0/20 | 0/0/0/0     |
| Pantone      | PMS 355     | PMS Yellow | PMS 280     | ingen       |

## Historik
Den flagga som användes under kejsardömet från 1822 var också den grön med en gul romb eller spetsruta, fast med det kejserliga vapnet istället för natthimlen. Vapnet togs bort när republiken utropades 1889 och ersattes då med dagens stjärnhimmel.

### Tidigare flaggor

Unionsflagga under unionen mellan Portugal, Brasilien och Algarve (1816–1821)
Kungadömet Brasiliens flagga (1816–1821)
Brasiliens flagga (1821–18 september 1822)
Kungadömet Brasiliens flagga (18 september–1 december 1822)
Kejsardömet Brasiliens flagga (1 december 1822–1870)
Kejsardömet Brasiliens flagga (1870–15 november 1889)
Brasiliens flagga (15–19 november 1889)
Brasiliens flagga (19 november 1889–14 april 1960).
Brasiliens flagga (14 april 1960–28 maj 1968).
Brasiliens flagga (28 maj 1968–11 maj 1992).

## Delstaternas flaggor
Var och en av Brasiliens 26 delstater och det federala distriktet har egna flaggor.

Acre
Alagoas
Amapá
Amazonas
Bahia
Ceará
Espírito Santo
Goiás
Maranhão
Mato Grosso
Mato Grosso do Sul
Minas Gerais
Pará
Paraíba
Paraná
Pernambuco
Piauí
Rio de Janeiro
Rio Grande do Norte
Rio Grande do Sul
Rondônia
Roraima
Santa Catarina
São Paulo
Sergipe
Tocantins
Distrito Federal